# Marele Duce Dimitri Pavlovici al Rusiei
Marele Duce Dimitri Pavlovici al Rusiei (Дмитрий Павлович Романов) (18 septembrie 1891 - 5 martie 1941) a fost un prinț rus, unul dintre puținii Romanov care au scăpat de crimele bolșevicilor după Revoluția Rusă. El este cunoscut pentru a fi implicat în uciderea țăranului mistic și vindecător Grigori Rasputin, care își folosea puterile pentru a influența deciziile țarului Nicolae al II-lea.

## Familie

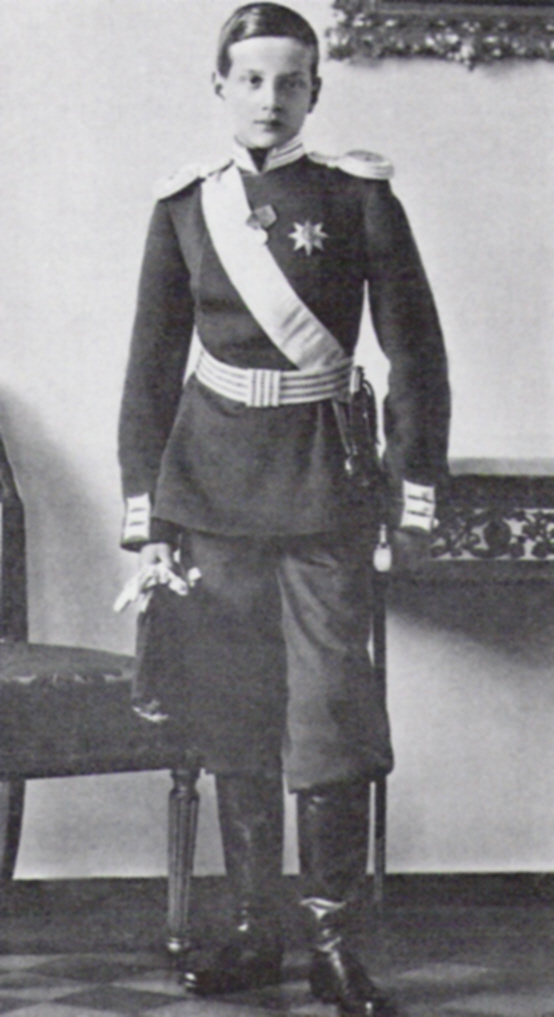
Marele Duce Dimitri Pavlovici al Rusiei, 1905.

Mare Duce Dimitri Pavlovici s-a născut la Ilinskoe, în apropiere de Moscova, ca al doilea copil și singurul fiu al Marelui Duce Paul Alexandrovici și nepot al Țarului Alexandru al II-lea al Rusiei. A fost văr primar cu Țarul Nicolae al II-lea al Rusiei. Mama lui Dimitri Pavlovici, Alexandra Georgievna a Rusiei, a fost fiica regelui George I al Greciei și a reginei Olga Constantinovna a Rusiei. De asemenea, a fost văr primar cu Prințul Filip, Duce de Edinburgh (soțul reginei Elisabeta a II-a a Regatului Unit).
Dmitri și sora sa, Maria, au fost crescuți în mare parte de unchiul și mătușa lor, Marele Duce Serghei Alexandrovici al Rusiei și Elisabeta, care era și sora mai mare a Țarinei Alexandra.

## Primii ani
Mama sa, Alexandra, era însărcinată în șapte luni cu el când, în timpul unei ieșiri cu prietenii, a sărit într-o barcă care s-a răsturnat. A doua zi, a intrat într-un travaliu violent; Dmitri s-a născut la câteva ore după accident. Alexandra a intrat în comă și nu și-a mai revenit. Deși medicii îi dădeau mici șanse de supraviețuire prematurului Dmitri, el a trăit, cu ajutorul Marelui Duce Serghei, care i-a făcut lui Dmitri băile prescrise de medici, l-a învelit în vată și l-a pus într-un leagăn umplut cu sticle de apă fierbinte pentru a-i menține temperatura potrivită. "Mă bucur de creșterea lui Dmitri" scria Serghei în jurnalul său.
În 1905, Serghei, pe atunci guvernator-general al Moscovei, a fost asasinat de socialiști în timpul Revoluției din 1905. Bombardierul s-a abținut de la un atac mai devreme deoarece a văzut că în trăsură mai erau și Marea Ducesă Elisabeta, Maria în vârstă de cincisprezece ani și fratele ei mai mic Dmitri și nu a vrut să ucidă femei și copii. Câteva zile mai târziu, al doilea atac a avut succes. După acest incident, tânărul Dmitri a fost trimis să locuiască cu Țarul și familia sa. La un moment dat, chiar au existat speculații că ar putea fi făcut moștenitor în locul țareviciului hemofilic, prin căsătoria cu fiica cea mare a Țarului, Olga.
Dmitri Pavlovici s-a alăturat ca ofițer unui regiment de gardieni. Avea reputația unui foarte bun călăreț și a participat la Olimpiada de la Stockholm din 1912, unde a ieșit pe locul șapte. Înainte de Primul Război Mondial, el a avut inițiativa unei competiții naționale de sporturi, începutul a ceea ce va deveni în era sovietică Spartakiad.

## Tinerețea

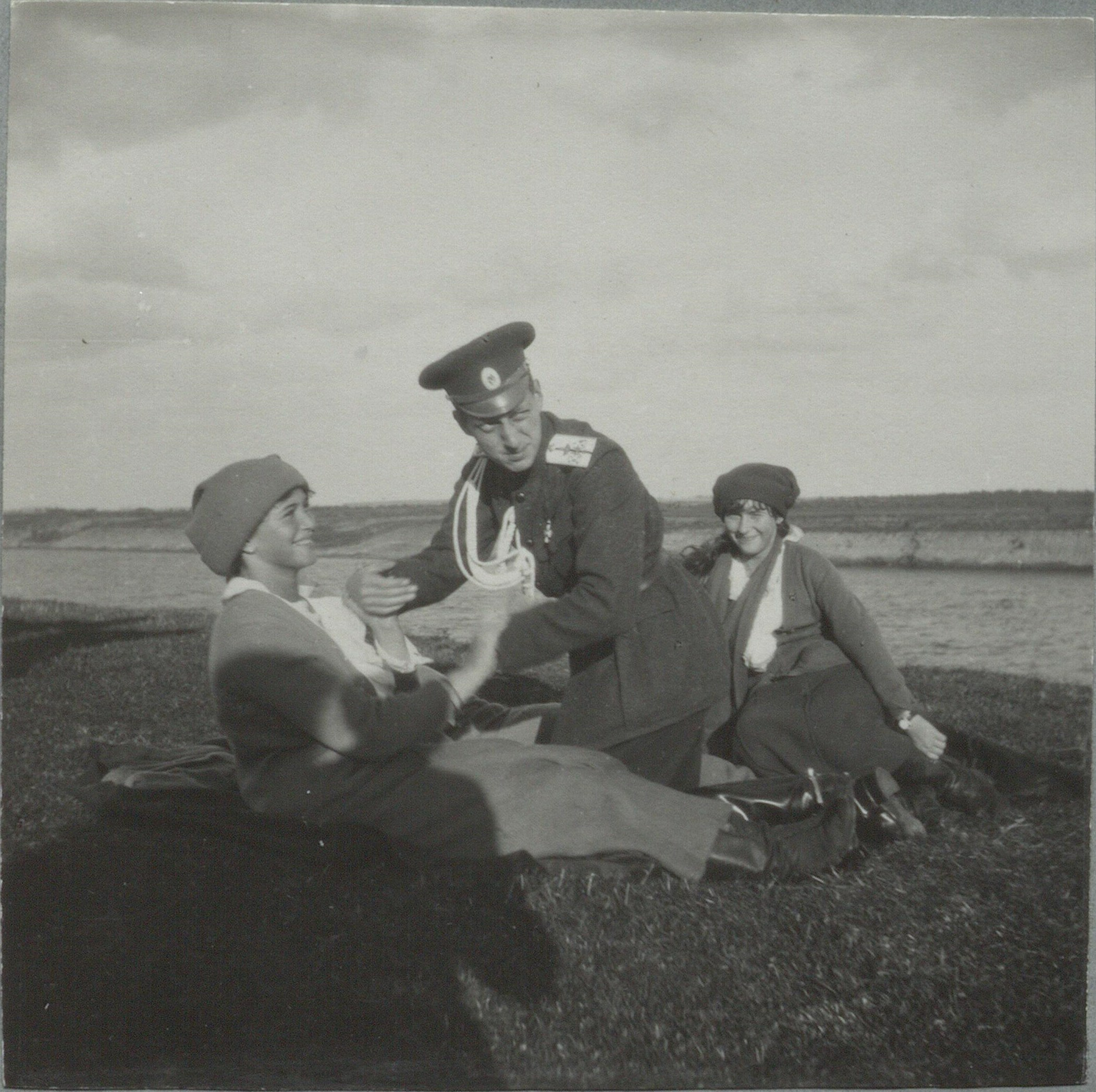
Marele Duce Dmitri Pavlovici al Rusiei în compania verișoarelor sale, Marile Ducese Maria Nicolaevna și Anastasia Nicolaevna (fiicele Țarului Nicolae al II-lea) la cartierul general Mohilev în 1916.

De-a lungul vieții sale, Dmitri Pavlovici a fost cunoscut ca un mare afemeiat. Printre iubitele sale au fost: balerina și actrița de film rusă Vera Karalli și Pauline Fairfax Potter, scriitoare și designer de modă american. De asemenea, Ducesa de Marlborough, care era separată și mai târziu a divorțat de Ducele de Marlborough. Relațiile sale cele mai notabile au fost cu Natalia, Prințesă Brassova, soția morganatică a vărului său Mihail și la începutul anilor 1920 cu Coco Chanel.
În noapte de 16 spre 17 decembrie 1916, Mare Duce Dimitri Pavlovici a participat la asasinarea lui Rasputin. Doctorul Lazovert, care a furnizat cianura, locotenentul Soukhotine, deputatul Dumei Pourichkevitci și prințul Felix Iusupov care era căsătorit cu nepoata Țarului, au fost complici la asasinarea starețului. Ca rezultat direct al implicării în asasinat, Dmitri a fost trimis pe frontul persan, lucru care în cele din urmă i-a salvat viața; cele mai multe din rudele sale au fost executate de bolșevici, inclusiv tatăl său, mătușa sa Elisabeta și fratele său vitreg Vladimir Paley. Dmitri a scăpat cu ajutorul britanicilor via Teheran și Bombay spre Londra.

## Exilul

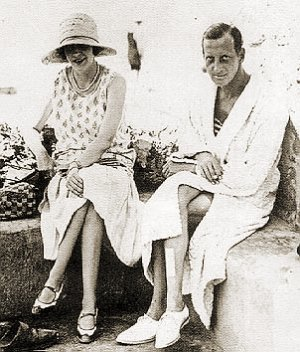
Marele Duce Dmitri Pavlovici Romanov cu soția sa Audrey Emery în anii 1920.

Sora lui Dmitri Pavlovici, Maria, ca mulți aristocrați ruși în exil, a găsit o nișă pentru ea în industria modei din Paris. A înființat o firmă numită "Kitmir" specializată în broderie și șirag de mărgele și paiete și a lucrat mult pentru Chanel. În acest fel Dmitri a cunocut-o pe Coco Chanel care era cu 11 ani mai mare decât el și cu care a avut o relație de scurtă durată în 1921. Prin contactele Mariei și a lui Dmitri, Chanel a întâlnit parfumieri în Grasse care în final a dus la crearea faimosului parfum Chanel No.5.
Dmitri s-a căsătorit cu o moștenitoare americană, Audrey Emery, în 1927 obținând pentru ea titlul nesubstanțial de Prințesa Romanovskaia-Ilyinskaia de la vărul său Kiril. Cei doi au avut un fiu, Paul Romanovski-Ilyinski care mai târziu a devenit primar al Palm Beach, Florida. Dmitri și Audrey au divorțat în 1938.
De asemenea, în timpul anilor 1930, Dmitri fost implicat în gruparea fascistă "Tânărul rus" (rusă Союз Младороссов), mișcare în jurul lui Alexander Kazembek, care mai târziu a fost descoperit să fi fost un posibil agent provocator sovietic - o afacere complet dezonorantă.
În pofida interesului său pentru atletism, sănătatea lui Dmitri Pavlovici a fost întotdeauna oarecum fragilă, iar în 1930 tuberculoza sa cronică a devenit acută și a necesitat internarea într-un sanatoriu din Davos, Elveția, unde a murit în 1941 în urma unei uremii urmate de complicații. Au existat zvonuri că a fost prins de bolșevici însă curând acestea s-au stins în haosul celui de-Al Doilea Război Mondial. 
După război, Dmitri a fost reînhumat în capela palatului de pe insula Mainau din sudul Germaniei, ca o favoare acordată surorii lui Maria, proprietarul fiind fiul Mariei, Prințul Lennart.  